# 팔레나
팔레나(이탈리아어: Palena)는 이탈리아 아브루초주 키에티도에 있는 코무네이다. 유명한 이탈리아계 미국인 바리톤 페리 코모의 아버지, 어머니인 피에트로 코모(Pietro Como)와 루차 트라발리니(Lucia Travaglini)의 고향이다.